# Sukunden
Sukunden (rumänisch Socond, ungarisch Nagyszokond) ist eine Gemeinde im Kreis Satu Mare im Nordwesten Rumäniens.

## Geographie
Sukunden liegt im Nordwesten Rumäniens, 12 Kilometer südöstlich von Erdeed. Die Entfernung zur Kreishauptstadt Satu Mare (Sathmar) beträgt etwa 31 Kilometer.
Sukunden gliedert sich in folgende Ortschaften:
- Socond, 458 Einwohner
- Cuța, 418 Einwohner
- Hodișa, 283 Einwohner
- Soconzel, 383 Einwohner
- Stâna, 1034 Einwohner

## Bevölkerung
Die Volkszählung 2011 ergab folgende ethnische Zusammensetzung der Bevölkerung: 1442 Rumänen, 1014 Roma, 38 Ungarn, 20 Deutsche.

## Sehenswürdigkeiten
- Holzkirche in Soconzel (erbaut 1777)
- Holzkirche in Stâna (erbaut 1778)